# كلية العلوم الاقتصادية والتصرف بصفاقس
كلية العلوم الاقتصادية والتصرف بصفاقس هي إحدى الكليات التابعة لجامعة صفاقس، وقد أنشئت بمقتضى المرسوم الصادر في 14 نوفمبر 1975.

شعار كلية العلوم الاقتصادية والتصرف بصفاقس

## أرقام
- خلال العام الدراسي 2007 - 2008 يدرس بالكلية 6006 طالبا من بينهم 3200 طالبة، ويؤمّن التدريس فيها 320 مدرسا بين قارين ومتعاقدين وعرضيين وملحقين.

## أقسامها
تحتوي كلية العلوم الاقتصادية والتصرف بصفاقس على الأقسام الخمسة التالية:
- الاقتصاد.
- الإدارة.
- تكنولوجيا المعلومات.
- الأساليب الكمية.
- المحاسبة.

## وصلة خارجية
- موقع كلية العلوم الاقتصادية والتصرف بصفاقس.